# Eduardo Guimarães
Eduardo Gaspar da Costa Guimarães (Porto Alegre, 30 de março de 1892 — Rio de Janeiro, 13 de dezembro de 1928) foi um escritor, tradutor e jornalista, considerado um dos maiores representantes da poesia simbolista no Brasil. Assinava suas obras como Eduardo Guimaraens.

## Biografia
Filho do português Gaspar Eduardo da Costa Guimarães e da brasileira Balbina da Silveira Guimarães, seu pai trabalhava na redação do jornal A Federação e também participava da Sociedade Partenon Literário. Estudou no Colégio Rio-Grandense e no Ginásio Júlio de Castilhos.
Ao tentar publicar seu primeiro poema, o soneto "Aos Lustres", aos 16 anos, no Jornal da Manhã, de Porto Alegre, teve de convencer o editor, Marcelo Gama, que tinha sido realmente o autor da peça.
A partir de 1911 colaborou com diversos periódicos de Porto Alegre, entre eles o Jornal do Comércio, Folha da Manhã, Diário, Federação e Correio do Povo. Entre 1912 e 1913 viveu no Rio de Janeiro, onde colaborou nos jornais A Hora, Rio-Jornal, A Imprensa e Boa Hora, e na revista Fon-Fon. Retorna à capital federal em 1916 para a publicar Divina Quimera e para estudar o sistema de catalogação da Biblioteca Nacional. 
O contato e a amizade com Ronald de Carvalho e Luís de Montalvor cultivada na redação de Fon-Fon! contribuíram para que poemas de sua autoria fossem impressos no número 2 da revista Orpheu (1915). Os poemas de Eduardo nela estampados foram o soneto “Sobre o cisne de Stéphane Mallarmé”, “Folhas mortas” (iniciado com o verso “Deste relógio belga, enorme, branco e triste”) e “Sob os teus olhos sem lágrimas” (publicado, em outra versão, em 27 de fevereiro de 1915, em Fon-Fon!).
Entre 1922 e 1928, foi diretor da Biblioteca Pública do Estado do Rio Grande do Sul, onde havia começado como auxiliar técnico. Dirigiu as revistas Mensário do Sul (1917-1918?) e Máscara (1918-1928), ambas fundadas em Porto Alegre.
Casou em 1921 com Etelvina Braga Barreto, era pai do também escritor e jornalista Carlos Rafael Guimarães e de Dante Gabriel. Em 1926 adoeceu gravemente, dois anos depois viajou ao Rio de Janeiro para se tratar e lá faleceu. Inicialmente foi sepultado no cemitério São João Batista, mas seus restos mortais foram transferidos em 1934 para Porto Alegre. Transferiu o nome que adotou a seus filhos, os quais foram registrados como Guimaraens. O sobrenome é mantido por seus netos e bisnetos.
Pertencente ao Simbolismo, movimento que produziu grandes poetas tardiamente no início do século XX no Rio Grande do Sul, formou, junto a Cruz e Sousa e Alphonsus de Guimaraens, a chamada "trindade simbolista" no Brasil. É patrono da cadeira 38 da Academia Rio-Grandense de Letras. Foi homenageado como patrono da Feira do Livro de Porto Alegre de 1969.

## Obras
- Caminho da Vida (poesias) Porto Alegre: Livraria Americana, 1908, 45 p.
- Arabella e Athanael - Conto azul em cinco atos (teatro). 1ª ed. Porto Alegre: Tipografia d´O Diário. 1912, 81 p.
- Divina Quimera (Divina Chimera) (poesias) 1ª ed. Rio de Janeiro: Oficina Tipográfica Apollo. Vieira da Cunha & Cia, 1916, 107 p. Desenhos de Correia Dias.  A Divina Quimera. 2ª ed. Edição definitiva com prefácio de Mansueto Bernardi. Porto Alegre: Livraria do Globo, 1944. 443 p.  A Divina Quimera. 3ª ed. Porto Alegre: EMMA/DAC, SEC, IEL, 1978, 93 p.
- A Mulher de D. Juan. Drama em três atos. (teatro) Rio de Janeiro: Revista Ilustração Brasileira, ano 10, n. 101. Janeiro de 1929
- Núpcias de Antígone (tragédia, sem data);
- Dispersos (poesias reunidas). Organização de Maria Luiza Berwanger da Silva. Porto Alegre: Libretos, 2002. 148 p. : il.

## Traduções publicadas
ALIGHERI, Dante. Dante Canto Quinto. La Commedia: Inferno. Traduzido, conforme o ritmo, por Eduardo Guimaraens. 1ª ed. Porto Alegre: Livraria Americana, 1920. Formato 27 cm X 21 cm
ALIGHERI, Dante. Dante Canto Quinto. La Commedia: Inferno. Traduzido, conforme o ritmo, por Eduardo Guimaraens. 2ª ed. Porto Alegre: Livraria Americana, 1929. (Publicação póstuma)
JAMMES, Francis. O Romance de Laura. Tradução de Eduardo Guimaraens. Porto Alegre: Livraria do Globo, 1927. 98 p. (O prefácio assinado por Eduardo de quatro páginas data de 11 de junho de 1921)
TAGORE, Rabindranath. Poemas Escolhidos e Adaptados de Radindranath Tagore. Tradução e adaptação de Eduardo Guimaraens. (O Jardineiro. Oferta lírica. Quarto Crescente. Corbelha. Outros Poemas). Porto Alegre: Livraria do Globo, Barcellos Bertaso & Cia., 1925, 194 p. Capa de Ernest Zeuner.
BOURGET, Paul. Lourença Albani (romance). Tradução de Eduardo Guimaraens. Porto Alegre: Livraria do Globo, 1926.

## Traduções inéditas
As Flores do Mal, de Baudelaire (83 poemas)
As Festas Galantes, de Paul Verlaine
Impressões de Heine (poesias)
Rosas de França (seleção de poesias)
Poemas Modernos Hispano-americanos (seleção de poesias)
Histórias Estranhas, de Lafcadio Hearne (contos)
Paixão de Fantoches (Marionette, che passionel) (comédia) de Rosso di San Secondo